# Oskar Boettger
Oskar Boettger (Frankfurt am Main, 31 de março, 1844 – 25 de setembro, 1910) foi um zoólogo da Alemanha. Tio de Caesar Rudolf Boettger (1888 - 1976). 